# 一柳城
一柳城（ひとつやなぎじょう）、または大洞城（おおぼらじょう）は、岐阜県関市（美濃国武儀郡富之保一柳）にあった日本の城（山城）。津保城（つぼじょう）とも言う。

## 位置
濃尾平野最北端から津保川をさらに上流へ上った山岳地帯の尾根筋に築かれており、東を津保川、西を支流の武儀倉川が流れる。両河川は城の南側（下流側）で合流するため三方を川に囲まれた地形となっている。飛騨西街道と郡上八幡とを結ぶ重要な位置にあった。

## 概要
築城年代は明応年間（1492年-1501年）とされ、美濃国の守護・土岐氏の家臣と伝わる宇佐見丹波守弘房が大洞城を築城し先谷八幡宮を造営した。天正12年（1543年）には宇佐見左衛門尉という人物が先谷八幡宮へ大般若経600巻を寄進している。
その後、美濃を攻略した織田信長が、郡上八幡城の遠藤慶隆の南下に備えて、一柳直末に命じて大洞城を改修させ、一柳城と改称した。その後、加治田城主だった斎藤利治の城となる。斎藤利堯の病死後は、加治田城に次ぐ重要拠点となった。森長可が小牧・長久手の戦いで討ち死にした後の1587年（天正15年）、豊臣秀吉は遠藤慶隆を転封し、稲葉貞通を入封。稲葉貞通は郡上八幡城を中心としつつ、加茂郡から郡上八幡に至る重要な位置にある大洞城を重視した。
1600年（慶長5年）の関ヶ原の戦いの際、遠藤氏は東軍に属して郡上八幡城と一柳城を攻めた。戦後、稲葉氏は豊後国（大分県）臼杵城主として転封され、一国一城令に基づき、一柳城は廃城となった。

## 現在
- 主郭、腰曲輪、小曲輪、土塁、竪堀、堀切、櫓台、石垣、虎口跡の石積が残り城郭遺構が現存している。
- 主郭には小さな祠が建っており一柳神社がある。
- 城跡より、周りの盆地を見渡すことが可能で小さいながらも城下町が残る。